# Književnost u 1911.
◄◄ | ◄ | 1908. | 1909. | 1910. | 1911.  | 1912. | 1913. | 1914. | ► | ►►
Arhitektura • Astronomija • Biologija • Film • Fotografija • Glazba • Kazalište • Kemija • Kiparstvo • Knjige • Književnost • Kršćanstvo • Meteorologija • Medicina • Planinarstvo • Politika • Pravo • Promet • Slikarstvo • Strip • Šport • Televizija • Znanost • Zrakoplovstvo • Željeznički promet
Književnost u 1911.

## Svijet

### Nagrade i priznanja
- Nobelova nagrada za književnost:

### Rođenja
- 2. studenog – Odiseas Elitis, grčki pjesnik († 1996.)

## Hrvatska i u Hrvata

### Rođenja
- 15. veljače – Grigor Vitez, hrvatski pjesnik, dječji pisac i prevoditelj († 1966.)
- 14. listopada – Ivo Kozarčanin,  hrvatski pjesnik, prozaik, književni kritičar († 1941.)

### Smrti
- 16. srpnja – August Harambašić, hrvatski pisac, pjesnik, publicist, odvjetnik, političar i prevoditelj (* 1861.)

## Vanjske poveznice
|  | Zajednički poslužitelj ima još gradiva o temi Književnost u 1911. |